# Giovanni Francesco Commendone

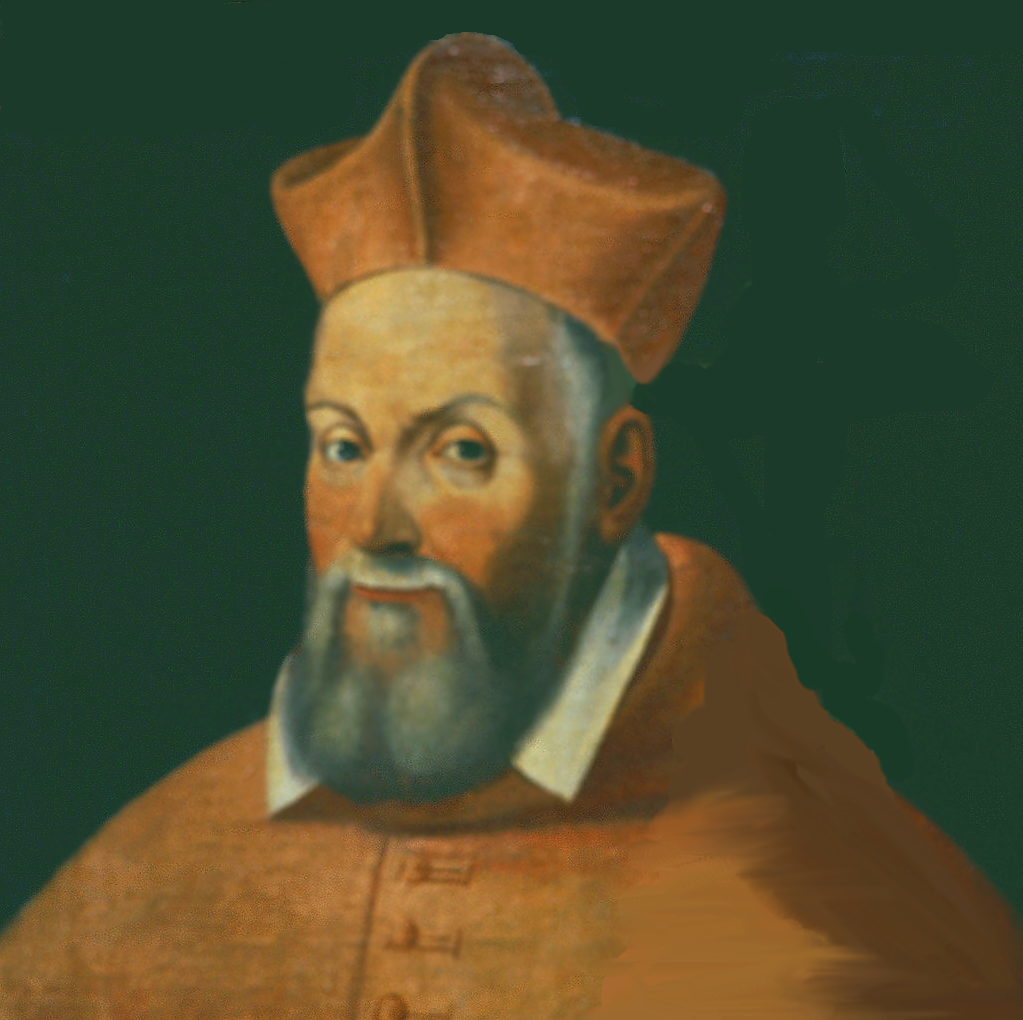
Kardinal Giovanni Francesco Commendone, päpstlicher Diplomat

Giovanni Francesco Commendone (* 17. März 1523 in Venedig; † 26. Dezember 1584 in Padua) war ein italienischer Kardinal und päpstlicher Nuntius.

## Leben
Nach einer geisteswissenschaftlichen und juristischen Ausbildung an der Universität von Padua kam Giovanni Francesco Commendone 1550 nach Rom. Der Botschafter von Venedig stellte ihn Papst Julius III. vor, der ihn zu einem seiner Sekretäre ernannte.
Nachdem er verschiedene päpstliche Missionen von geringerer Bedeutung absolviert hatte, begleitete er Kardinallegat Girolamo Dandino in die Niederlande, woraufhin ihn Papst Julius III. 1553 auf eine wichtige Mission zu Königin Maria Tudor schickte, die gerade Edward VI. auf dem englischen Thron abgelöst hatte. Er sollte mit der neuen Königin über die Wiederherstellung des katholischen Glaubens in England sprechen.
Begleitet von Penning, einem Diener und Vertrauten von Kardinal Reginald Pole, kam Commendone am 8. August 1553 in London an. Obgleich Mary Tudor eine treue Katholikin war, war sie von zahlreichen Gegnern der päpstlichen Autorität umgeben, die es Commendone schwer machten ein geheimes Gespräch mit ihr zu führen.
Zufällig traf er John Lee, einen Verwandten des Herzogs von Norfolk, und einen Gerichtsdiener, den er in Italien kennengelernt hatte. Lee gelang es, das Gespräch zu arrangieren. Mary empfing Commendone freundlich und drückte ihren Wunsch aus, den katholischen Glauben wiederherzustellen und die geistliche Autorität des Papstes anzuerkennen. Sie hielt es jedoch für klug, wegen ihrer mächtigen Gegner langsam zu handeln. Commendone kam am 11. September nach Rom, informierte den Papst über die Nachricht und überreichte ihm gleichzeitig einen persönlichen Brief der Königin.
Das Amt des päpstlichen Sekretärs behielt Commendone auch unter Papst Paul IV., der ihn sehr schätzte und als Gegenleistung für seine Dienste 1555 zum Bischof von Kefalonia und Zakynthos ernannte. Im Sommer 1556 begleitete er Kardinallegat Scipione Rebiba auf einer päpstlichen Mission in die Niederlande, an die Gerichte von Karl V., Kaiser des Heiligen Römischen Reiches und von König Philipp II. von Spanien, dem Gatten von Königin Mary von England.
Commendone hatte den Auftrag, als Nuntius am Gericht von Philip zu bleiben, wurde aber bald nach seiner Ankunft in den Niederlanden nach Rom zurückberufen. Am 16. September desselben Jahres schickte ihn der Papst als außerordentlichen Legat zu den Regierungen von Urbino, Ferrara, Venedig und Parma, um Hilfe gegen die spanischen Truppen zu erhalten, die die Campagna besetzten und Rom bedrohten.
Im Jahr 1560, als Papst Pius IV. beschloss, das Konzil von Trient wieder zu eröffnen, wurde Commendone als Legat nach Deutschland geschickt, um die katholischen und protestantischen Stände zu den Beratungen einzuladen. Er traf am 3. Januar 1561 in Wien ein. Nach Rücksprache mit Kaiser Ferdinand I. begab er sich am 14. Januar nach Naumburg, wo die protestantischen Stände eine religiöse Versammlung abhielten. Er wurde von Delfino begleitet, der vier Monate zuvor als Nuntius zu Ferdinand geschickt wurde und noch immer am kaiserlichen Hof war. Nachdem sie am 28. Januar in Naumburg angekommen waren, wurden sie am 5. Februar von der Fürstenversammlung angehört. Sie forderten die versammelten protestantischen Stände auf, die notwendige protestantische Vertretung im Konzil von Trient zu schaffen, um die religiöse Vereinigung zu ermöglichen, aber alle ihre Bemühungen waren erfolglos. Von Naumburg aus reiste Commendone nach Norden, um die Stände Norddeutschlands einzuladen. Er reiste über Leipzig und Magdeburg nach Berlin, wo er am 19. Februar eintraf und von Joachim von Münsterberg, dem Kurfürsten von Brandenburg, freundlich aufgenommen wurde. Joachim sprach respektvoll vom Papst und der katholischen Kirche und drückte seinen Wunsch nach einer religiösen Versöhnung aus. Er versprach jedoch nicht, im Konzil zu erscheinen. Hier traf Commendone auch den Sohn von Joachim, den jungen Erzbischof Sigismund von Magdeburg, der versprach, im Konzil zu erscheinen, aber sein Wort nicht hielt.
Nach Berlin besuchte Commendone Beeskow, Wolfenbüttel, Hannover, Hildesheim, Iburg, Paderborn, Köln, Kleve, die Niederlande und Aachen. Er lud alle Stände ein, die er an diesen Orten traf. Von Aachen wandte er sich nach Lübeck mit der Absicht, das Meer zu überqueren, um die Könige Friedrich II. von Dänemark und Erik XIV. von Schweden einzuladen. Der König von Dänemark weigerte sich jedoch, den Legaten zu empfangen, während der König von Schweden ihn nach England einlud, wohin er in naher Zukunft zu reisen gedachte. Königin Elisabeth I. von England hatte dem päpstlichen Nuntius Hieronimo Martinengo verboten, den Ärmelkanal zu überqueren, als er die Königin zum Konzil einlud. Daher war es sehr unwahrscheinlich, dass sie Commendones Reise nach England zulassen würde. Er ging daher nach Antwerpen und wartete auf weitere Anweisungen aus Rom. Dann wurde er vom Papst zurückgerufen und kehrte im Dezember 1561 über Lothringen und Westdeutschland nach Italien zurück. Die zahlreichen Briefe, die Commendone während dieser Mission an Carlo Borromeo schrieb, vermitteln ein Bild der kirchlichen Verhältnisse in Deutschland zu dieser Zeit. Diese und andere wurden in Miscellanea di Storia Italiana (Turin, 1869, VI, 1-240) veröffentlicht.
Im Januar 1563 schickten die Legaten des Konzils von Trient Commendone zu Kaiser Ferdinand nach Innsbruck, um mit ihm einige Forderungen zu verhandeln, die er in seinem „Libel“ (lateinisch libellus ‚kleines Buch, Traktat‘) an den Rat gestellt hatte. Im Oktober desselben Jahres sandte Pius IV. ihn als Legat zu König Sigismund II. August von Polen mit der Anweisung, diesen dazu zu bringen, die Tridentiner Dekrete politisch anzuerkennen. Sigismund erfüllte die Forderungen von Commendone und des Bischofs Hosius von Ermland und setzte nicht nur die tridentinischen Reformen durch, sondern erlaubte auch den Jesuiten, den meistgehassten Feinden der Reformer, die Einreise nach Polen. Commendone wurde am 12. März 1565 auf Empfehlung von Karl Borromäus von Papst Pius IV. zum Kardinal erhoben.
Bis zum Tod von Pius IV. am 9. Dezember 1565 blieb er in Polen. Bevor er nach Italien zurückkehrte, ging er als Legat des neuen Papstes Pius V. zum Reichstag von Augsburg, der am 23. März 1566 von Kaiser Maximilian II. eröffnet wurde. Zuvor hatte er den Kaiser unter Androhung der Exkommunikation gewarnt, auf dem Reichstag nicht über Religion zu diskutieren. Er nutzte auch die Gelegenheit, die versammelten Stände zu ermahnen, die Tridentiner Dekrete zur Ausführung zu bringen. Im September 1568 schickte ihn Pius V. ein zweites Mal als Legat zu Maximilian II. Mit dem in Wien ansässigen Nuntius Biglia sollte er den Kaiser veranlassen, den protestantischen Niederösterreichern keine neuen religiösen Zugeständnisse zu machen und mehrere bereits erteilte Zugeständnisse zurückzunehmen. Commendone wurde während dieser Mission auch durch einen Papstbrief vom 10. Oktober 1568 ermächtigt, die Kirchen und Klöster Deutschlands und der angrenzenden Provinzen apostolisch zu visitieren. Ein Bericht über diese Visitation in der Diözese Passau und der Erzdiözese Salzburg  im Jahr 1569 ist in Studien und Mittheilungen aus dem Benediktiner und Cistercienser Orden (Brünn, 1893, XIV, 385–398 und 567–589) veröffentlicht.
Im November 1571 schickte Pius V. ihn zur Vorbereitung eines Kreuzzugs als Legat an den Kaiserhof und zu König Sigismund von Polen. Nach dem Tod von König Sigismund im Jahr 1572 förderte er die Wahl von Heinrich, Herzog von Anjou, zum König von Polen, was zu einem Missfallen des Kaisers führte. Nach seiner Rückkehr nach Italien im Jahre 1573 ernannte ihn Papst Gregor XIII. zu einem Mitglied der neu gegründeten Congregatio Germanica, deren Zweck es war, die katholischen Interessen in Deutschland zu wahren. Als Gregor XIII. gefährlich krank wurde, wurde allgemein angenommen, dass Commendone zum Papst gewählt werden würde, doch er wurde von Gregor überlebt.